# Снејк Џејлберд
Честер "Снејк" Џејлберд је измишљени лик из ТВ серије Симпсонови којем је глас посудио Ханк Азарија. Он је криминалац и главни Спрингфилдски рецидивиста који често бива ухваћен, али ретко одвођен у затвор. Прво појављивање његовог имена се везује за епизоду „Црни удовац“ у којој Помоћник Боб излази из затвора и поздравља другове. Оригинално име му је Џејлберд. Ханк Азарија каже како је глас Снејка направио по узору на глас његовог цимера са колеџа.